# Rolls-Royce Falcon

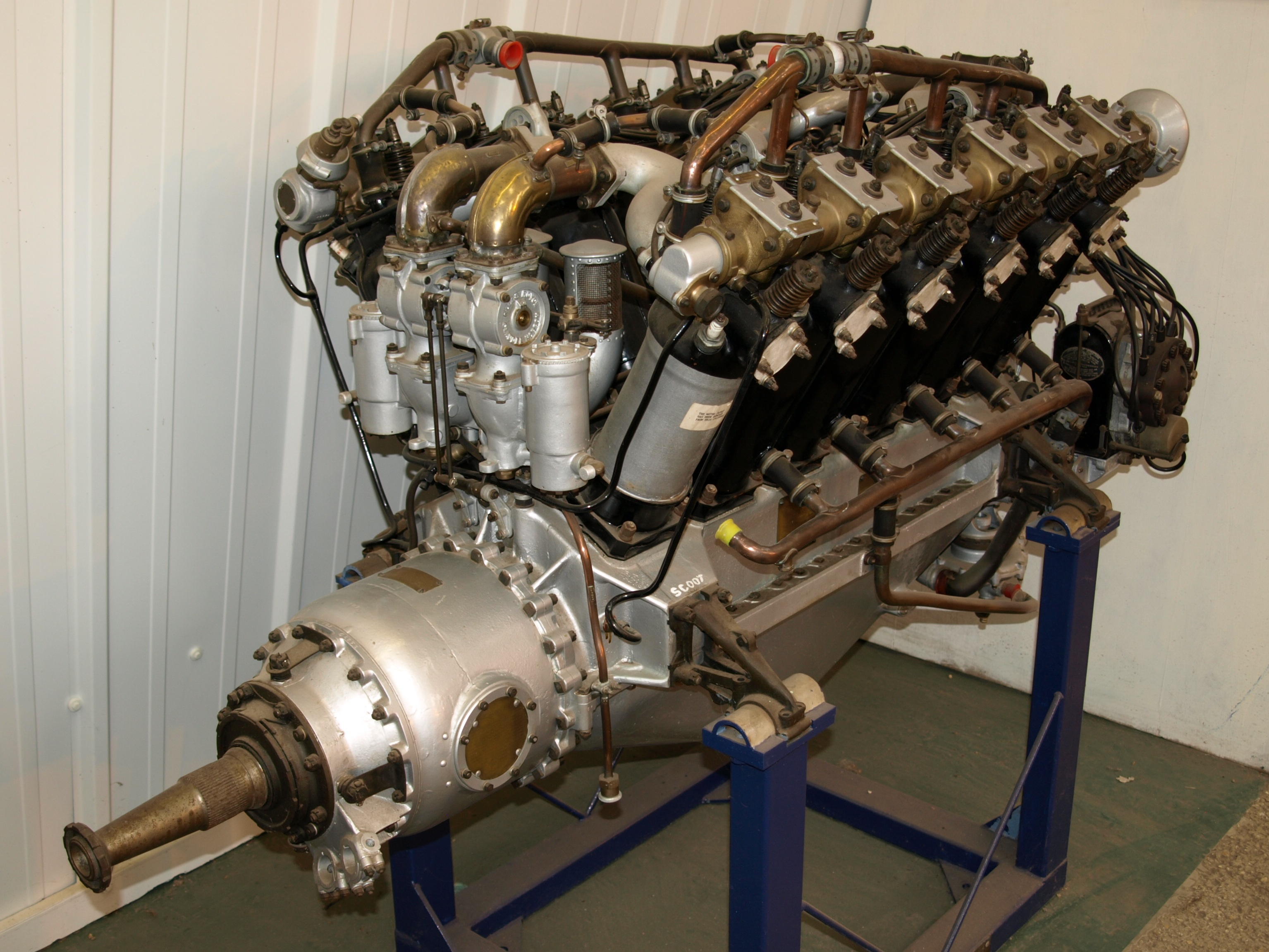
Falcon III

Der Rolls-Royce Falcon war ein flüssigkeitsgekühlter Zwölfzylinder-Flugmotor des britischen Herstellers Rolls-Royce. Es handelte sich um einen V-Motor mit 60°-Bankwinkel. Über ein Luftschraubengetriebe (Planetengetriebe) mit einer Untersetzung von 1:1,698 wurde der Propeller angetrieben. Mit einem Hubraum von 14,2 Litern war er eine kleinere Ausführung des Rolls-Royce Eagle (20,3 Liter). Der Falcon-Motor erwies sich als außerordentlich zuverlässig und wurde in eine Vielzahl von Flugzeugtypen und auch in einige Luftschiffe eingebaut.
Die Bezeichnung des Motors stammt gemäß damaliger Rolls-Royce-Tradition aus der Vogelwelt, der Familie der Falkenartigen (englisch: Falcon).

## Geschichte
Der Motor war 1915 von Robert William Harvey-Bailey konstruiert und 1916 mit 230 HP Leistung in die Fertigung genommen worden. Für die Zündung waren zwei Watfort-Magnete vorhanden, die je 6 Zylinder versorgten. Die Zylinder waren in Gruppen zu je drei zusammengefasst, jedoch hatte jeder seinen eigenen Kühlmantel. Der Gaswechsel des Motors wurde durch eine über eine Königswelle angetriebene obenliegende Nockenwelle und zwei hängende Ventile pro Zylinder bewerkstelligt. Die Gemischaufbereitung geschah in zwei Claudel-Hobson-Doppelvergasern von 34 mm Nennweite. Der Motor wurde sowohl mit linkem als auch rechtem Drehsinn gefertigt, wobei die ersteren die geraden, die letzteren die ungeraden Seriennummern erhielten. Die Zahl von Motoren mit rechtem Drehsinn war bedeutend höher. Die Fertigung dieser ersten Ausführung mit der offiziellen Bezeichnung Rolls-Royce 190 HP, Mk.I wurde teilweise bei Brazil Straker durchgeführt. Bis 1917 wurden 250 Exemplare ausgeliefert.
1917 wurde die Serie auf eine verbesserte Version als Rolls-Royce 190 HP, Mk.II mit 253 HP umgestellt, die sich durch Vergaser mit einem Durchmesser von 38 mm unterschied. Auch davon wurden 250 Stück gefertigt, allerdings ausschließlich bei Rolls-Royce und alle mit rechtem Drehsinn.
Die letzte Produktionsversion, Rolls-Royce 190 HP, Mk.III, kam ebenfalls 1917 heraus, mit einer Leistung von 285 HP. Neben einer Erhöhung der Kompression waren jetzt vier einzelne Vergaser von Claudel-Hobson verwendet, was eine Änderung der Ansaugwege erforderte. Von dieser Ausführung wurden bis 1927 1685 Exemplare gefertigt.

## Anwendungen
Vereinigtes Königreich
- Avro 529
- Blackburn G.P.
- Bristol F.2
- Fairey F.2
- Fairey N.9
- Martinsyde F.3
- Martinsyde R.G.
- Royal Aircraft Factory R.E.7
- Vickers F.B.14
- Blackburn Kangaroo
- Royal Aircraft Factory F.E.2d
- Blackburn T.R.1
- Bristol Tourer (Type 86)
- de Havilland D.H.37
- Martinsyde Buzzard
- Parnall Perch
- Vickers Viking (Type 16)
- Vickers Vendace
- Westland Limousine
- Westland Wizard

## Technische Daten
| Kenngröße               | Daten (Mk.I) | Daten (Mk.II) | Daten (Mk.III) |
| ----------------------- | ------------ | ------------- | -------------- |
| Bohrung (mm)            | 101,6        | 101,6         | 101,6          |
| Hub (mm)                | 146          | 146           | 146            |
| Hubraum (l)             | 14,2         | 14,2          | 14,2           |
| Leistung (HP bei min-1) | 230 1800     | 253 2000      | 285 2250       |
| Verdichtung             | 5,1:1        | 5,1:1         | 5,3:1          |
| Länge (mm)              | 1727         | 1727          | 1656           |
| Breite (mm)             | 1024         | 1024          | 975            |
| Höhe (mm)               | 945          | 945           | 1067           |
| Gewicht (kg)            | 295          | 302           | 299            |